# Perfil de puesto
Un perfil de puesto, también llamado Descripción de puesto, es un método de recopilación de los requisitos y calificaciones exigidas para el cumplimiento satisfactorio de las tareas de un empleado dentro de una institución: nivel de estudios, experiencia, funciones del puesto, como se radica el empleado, a nivel de requisitos de instrucción y conocimientos, así como las aptitudes y características de personalidad requeridas. Además, el perfil de puesto se ha convertido en una herramienta sumamente útil en la rama de A.L.V y plantación exitosa de los recursos humanos de las Instituciones de cualquier nivel.
Un perfil de un puesto de trabajo es la descripción de un conjunto de tareas y responsabilidades que se asignan a una persona dentro de una organización.

## Historia
De manera diversa, a formar grupos pues se dieron cuenta de que los problemas eran más fáciles de resolver, haciéndolo de manera colectiva. Desde entonces, la administración ha sido fundamental para facilitar la coordinación de las acciones humanas en un ámbito social.
A través del tiempo la manera en que se administran los Recursos Humanos ha cambiado mucho, dada la dinámica de desarrollo social. Fue en la segunda mitad de los años ochenta que aparentemente la administración en los departamentos de personal, empezaron a evolucionar para finalmente convertirse en direcciones de recursos humanos. Puede parecer un simple cambio de nombre, pero tal evolución conllevaría un cambio de filosofía, conceptual y de actuación, con respecto al que se denomina enfoque de personal. En los años noventa esta evolución ya había tocado a la mayoría de las empresas.
Básicamente el empleado comenzó a ser valorado como un recurso competitivo, y no como un coste. A partir de ello los puestos de trabajo de la organización, adquieren un papel importante para el cumplimiento de los objetivos fijados en la empresa.
Las tendencias actuales en la gestión de Recursos Humanos están enfocadas al uso e implementación de sistemas prácticos, multidisciplinarios y participativos.

## Importancia dentro de una institución
Los perfiles de puesto sirven para definir e identificar las funciones y actividades de cada empleado según su cargo en una institución. Con ello, se logra definir claramente lo que la empresa espera del empleado o cualquier persona que pretenda ocupar su puesto. De esta forma, se pueden desarrollar planes de capacitación para el empleado, enfocados a fortalecer sus áreas débiles de acuerdo al puesto que ocupa. La intención es que tras cumplir con el mencionado plan de capacitación, el empleado haya logrado incrementar el desarrollo de las cualificaciones requeridas para desempeñar su puesto de manera óptima. 
Los perfiles de puesto representan una base para el desarrollo de manuales de operación y procedimientos que permite estandarizar o normalizar las actividades de los empleados. Es una especie de parámetro que resulta muy útil en el proceso de reclutamiento y selección de personal, ya que, usando como base un perfil de puesto se puede seleccionar al candidato ideal para ocupar lo. Con la persona adecuada en el puesto adecuado, los propósitos y objetivos de la organización tienen mayor posibilidad de ser cumplidos.

## Bases teóricas
El análisis y descripción de puestos de trabajo es el proceso básico que debe llevarse a cabo para obtener, de manera ordenada y sistematizada, toda la información requerida para estructurar un perfil de puesto. 
- Análisis de puestos de trabajo es el proceso a través del cual un puesto de trabajo es descompuesto en unidades menores e identificables, comúnmente llamadas tareas. [1] Este proceso implica cuestionar, tomarse el tiempo de entender para poder proponer  mejoras y solucionar problemas.

- Descripción de puestos de trabajo es la exposición detallada, estructurada, ordenada y sistemática, según un protocolo dado, del resultado del Análisis de Puesto.[2] Al agregar a una descripción de puesto las características que debe tener su ocupante, este se convierte en un Perfil de puesto.